# Зитта Марленовна Султанбаева
Зитта Султанбаева ― казахстанская современная художница, арт-критик, журналистка, автор книги Арт Атмосфера Алма-Аты.
Живёт и работает в городе Алма-Ата.

## Биография

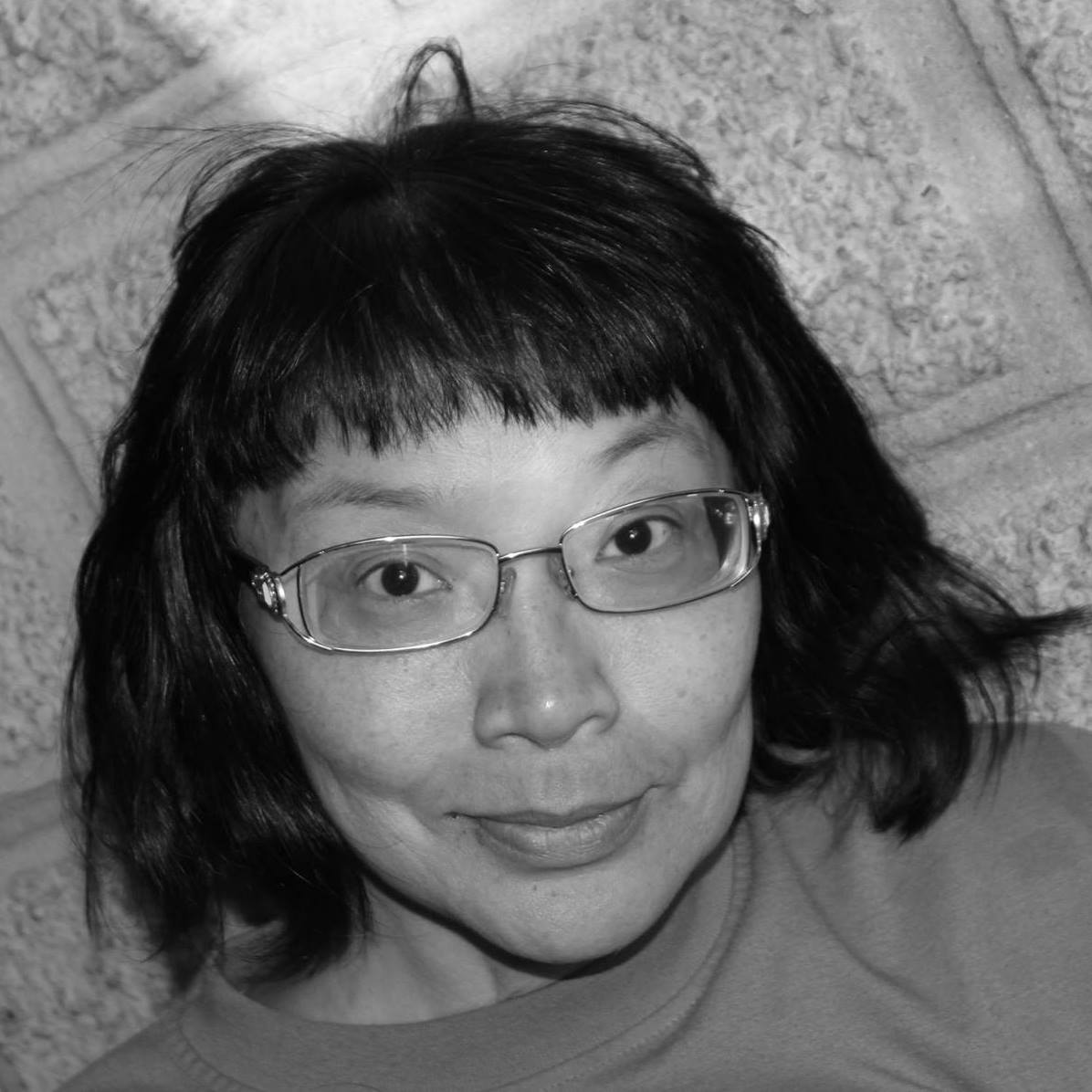

#### Детство и юность
Родилась в Алма-Ате 30 июля 1964 года в семье Марлена Султанбаева и Гаухар Ахметовой, росла в городе Алма-Ата, впитывая в себя его удивительную атмосферу, которая впоследствии отразилась на её работах и стала предметом исследований. Зитта всегда очень тепло отзывается о детских годах: игры в яблоневых садах, походы с родителями в парк, встречи с её знаменитой тетей — Гульфайрус Исмаиловой, походы в кинотеатры и театры — всё это отражается в воспоминаниях Зитты с положительных сторон. С самых юных лет Зитта проявляла необычайный интерес к знаниям: много читала, смотрела образовательные программы и интересовалась миром искусства.

### Образование
- В 1984 году окончила художественное училище имени Гоголя, отделение монументальной росписи.
- С 1983-84, 1987 годах была слушателем сценарной мастерской при киностудии Казахфильм.
- В 1989 году закончила Алма-Атинский Театрально-Художественный Институт имени Жургенова, факультет промышленной графики. Кроме традиционной станковой графики активно работает в разных жанрах современного искусства.

## Художественная деятельность
Персональные выставки
С 1990 года активно участвует в выставках современного искусства.
- «Ахыр-Заман», Галерея "Белый Рояль, 2011
- «Выставка из Чемодана», Галерея "Белый Рояль, 2011
- «Яйцеголовые на конвейере времени», галерея «Тенгри-Умай», 2007
- «Произрастание», Галерея Тенгри-Умай, Алматы, Казахстан, 2004.
- «Боги и марионетки» галерея «Арк», Алматы, Казахстан, 2002
- «Как День и Ночь», Галерея «Трибуна» Алматы, Казахстан, 1999
- «Солнце в дар», Дом Кино, Алматы, Казахстан, 1994.
- «Птицы, Черви и Короли», компания Siemens, Алматы, Казахстан, 1995
- «Лики и Лица», Дом Кино, Алматы, Казахстан, 1993

#### Период ZITABL
В 2000 г. художественная и любовная пара организовала арт-дуэт ZITABL.
Вместе они активно и успешно участвовали как в локальных, так и в международных выставках и проектах современного искусства в Берлине (2002), в Женеве (2002), в Санкт-Петербурге и Екатеринбурге(2002),Новосибирске (2003) в Бонне, Штутгарте и Париже (2003), Праге, Мексике и Венеции (2005—2007), в Бишкеке(2006—2009)¸ в Гяндже (2007), в Тбилиси(2009), в Перми(2012), в Страсбурге (2016) и Лондоне (2018), в Ташкенте, Новосибирске (2018) и др.
Выставки и проекты арт-дуэта ZITABL
- Вторая международная триеннале современной графики, Новосибирск, Россия¸2018
- «Постномадические горизонты», выставка современного искусства Казахстана в рамках проекта «Фокус Казахстан», Лондон, 2018
- «От ненависти До любви», Центральный Выставочный Зал Государственного Музея Искусств им. Кастеева, 2018
- «Арт Атмосфера Алматы» — Презентация книги. Государственный Музей Искусств имени А.Кастеева, 2016
- «ЕВРАЗИЯ». Выставка современного искусства Казахстана, музей Эрарта, Санк-Петербург, 2015
- «Жизнь-Легенда», выставка современных художников из Казахстана, музей современного искусства. Страсбург, Франция, 2014
- «Соединение» ― Спустя 25 лет. Выставка группы «Зеленый Треугольник», галерея «Белый Рояль», Алматы, Казахстан, 2013
- «Лицо НЕВЕСТЫ», выставка современного искусства Казахстана, Пермь, Россия, 2012
- «Между прошлым и будущим. Археология Актуальности», выставка современного искусства Казахстана, государственный музей искусств РК им. А.Кастеева, 2011

Зитта и Абликим работают в сфере видео-арта, инсталляции и фотографии.

## Журналистская деятельность
Как внештатный корреспондент Зитта сотрудничала с изданиями «Экспресс К», «Свобода Слова» и Новое Поколение. Автор блога на платформами ―http://horde.me/ZITTA  , Автор и собиратель книги «АРТ АТМОСФЕРА АЛМА-АТЫ». В настоящее время сотрудничает с web-изданием Central Asian Analytical Network CAAN.

## Награды
- 2018 ― диплом за лучший фильм в номинации «экспериментальное видео» в международном конкурсе Видео-поэзия
- 2014 ― лауреаты международной премии учрежденной нонконформистским журналом «Тамыр» ―"Золотой Асык" в области современного искусства.
- 2005 ― 1-я премия 5-го Бишкекского международного первоапрельского конкурса Стоячих Носков, Бишкек, Кыргызстан
- 2003―3-я премия за статью «Лица Азии» в конкурсе статей о современном искусстве «Возможности сотрудничества», и СЦСИ-Алматы, Алматы, Казахстан
- 3-я премия в конкурсе статей о выставке британского видео «Электроземля», Британский Совет, Алматы, Казахстан
- 2002―1-е место за видео «Медиа-Айтыс» в конкурсе документальных фильмов «Искусство против бедности», номинация «Социальный ролик», Алматы, Казахстан
- 2001-1―я премия за статью «Оплодотворение» в конкурсе статей о современном искусстве Фонда Сорос-Казахстан, Алматы, Казахстан
- 2000-1―я премия международного жюри 2-й Годовой выставки СЦСИ «Коммуникации. Опыты взаимодействия», Алматы, Казахстан